# Клингентал
Клингентал (њем. Klingenthal) град је у њемачкој савезној држави Саксонија. Једно је од 45 општинских средишта округа Фогтланд. Према процјени из 2010. у граду је живјело 8.575 становника. Посједује регионалну шифру (AGS) 14523160.

## Географски и демографски подаци
Клингентал се налази у савезној држави Саксонија у округу Фогтланд. Град се налази на надморској висини од 533- 943 метра. Површина општине износи 28,7 km². У самом граду је, према процјени из 2010. године, живјело 8.575 становника. Просјечна густина становништва износи 299 становника/km².

## Међународна сарадња
| Мјесто        | Држава  | Врста сарадње | Од    |
| ------------- | ------- | ------------- | ----- |
| Кастелфидардо | Италија | партнерство   | 2003. |
|               | Чешка   | партнерство   | 1989. |
| Извор         |         |               |       |